# Margareten
Margareten ([ˌmaʁɡaˈʀeːtn̩]ⓘ) – piąta dzielnica Wiednia położona na obszarze tzw. wiedeńskiego Gürtel, czyli "pasa" ulic ciągnących się wokół śródmieścia, wybudowanych w miejscu dawnych murów miejskich. Dzielnica powstała w 1861 roku poprzez oddzielenie jej od dzielnicy Wieden. Sąsiaduje z czterema dzielnicami: od północy z Mariahilf (VI), od wschodu z Wieden (IV), od południa z Favoriten (X), a od zachodu z Meidling (XII).